# 인스트싸인
인스트싸인은 블록체인 기반의 전자계약 서비스로, 서명 날인이 필요한 문서(계약서)를 온라인 상으로 전송, 체결, 관리할 수 있는 서비스이다.

## 요약
인스트싸인(INSTSIGN)은 (주)블로코가 개발하고 서비스하는 블록체인 기반의 전자계약 소프트웨어이다. 웹과 모바일에서 이용이 가능하며, 각종 문서나 계약서를 업로드하고, 서명할 위치를 입력한 다음 상대방에게 이메일/카카오톡/SMS로 계약 요청을 보낼 수 있다. 또한 다양한 문서 및 이미지 파일(hwp, xls, doc, ppt, pdf, jpg 등)업로드를 지원한다. 문서 추적 인증서를 제공한다. 주요 기능으로는 스마트 알림, 계약서 추천, 법률 검토 서비스 등이 있다. 유사한 서비스로는 해외의 Docusign, Hellosign 등이 있다.

## 서비스 활용 형태
- 웹/모바일 :  https://instsign.com/ 보관됨 2020-11-30 - 웨이백 머신에서 회원가입 후 이용이 가능하다.
- 블로그 : https://blog.instsign.com/ 보관됨 2020-12-13 - 웨이백 머신에서 계약과 관련된 정보를 볼 수 있다.

## 법적 효력
- 전자문서의 법적 효력 - 「전자문서 및 전자거래 기본법」 제 4조 1항[6][7]에 따라, 종이계약과 동일한 법적 효력을 지닌다.
- 전자서명/도장의 법적 효력 - 「전자서명법」 제 3조 3항[8][9]에 따라, 공인전자서명 외의 전자서명 또한 실제 계약의 서명수단으로 인정받을 수 있다.

## 보안
블록체인과 스마트 컨트랙트를 통해 계약 과정의 모든 이력을 블록체인에 저장함으로써 데이터 위·변조 방지를 하고 있으며, 여러 대기업이 사용하는 AWS(Amazon Web Services) 서버환경을 통해 클라우드기반 사용계약 환경을 구축하였다.

## 언론보도
블로코, 블록체인 기반 비대면 전자계약 서비스 '인스트싸인' 출시
블로코, 리얼티뱅크와 블록체인 기반 부동산 서비스 개발 나선다
블로코, 리걸인사이트와 블록체인 활용한 지능형 법률 계약 플랫폼 구축 나서